# Segregació educativa
La segregació educativa es refereix a la separació dels estudiants en funció de factors com la raça, l'origen social, el nivell socioeconòmic, o altres característiques, dins del sistema educatiu. Aquesta pràctica pot tenir lloc de manera explícita, a través de lleis o polítiques, o de manera implícita, com a resultat de la desigualtat en els recursos i oportunitats. La segregació educativa pot generar desigualtats en l'accés a una educació de qualitat, perpetuant la discriminació i les desigualtats socials.

## Segregar
La paraula “segregāre” etimològicament prové del llatí i al mateix temps de l'italià “segregare”. Aquest mot fa referència al fet d'apartar (marginar, desglosar, expulsar, discriminar) un individu o un conjunt de persones per diferents motius: polítics, socials, econòmics, culturals (respecte la seva fisiologia), lingüístics, religiosos, de sexe, capacitats físiques o intel·lectuals, etc.
També podem dir que és la separació d'un col·lectiu o grup determinat de la massa total o homogènia del país o societat i que, conseqüentment, suposa, que els apliquin una legislació especial, sovint desfavorable respecte a la que és aplicada als altres ciutadans. No es permet que es barregin amb altres col·lectius diferents al seu.
Cal dir, que la Segregació va lligada estrictament amb altres elements com ho són el racisme, la marginació, el classisme i la discirminació en general.
L'ONU estableix que es pot considerar com a tal a qualsevol acció que pretén, de manera clara i contundent, sotmetre a persones a tortures, que els nega el dret a la vida i a la llibertat, que divideix la població per races, que impedeix que determinats grups racials participin en la vida social i que els imposa una sèrie de condicions vitals que van destinades a fer desaparèixer o infravalorar a aquells.

## Segregació educativa
La segregació educativa forma part d'aquest fenomen, n'és un dels tipus. Consisteix en la distribució de l'alumnat als centres educatius tenint en compte el seu estatus socioeconòmic, és a dir, segons l'ingrés econòmic de la familia o el seu origen social. Així doncs estem parlant d'una escola homogeneïtzadora (no igualitària).
Aquests centres segregadors segueixen un pla docent comú per tothom, un mateix ritme, mateixes classes etc. Tot és igual per a tothom, però aquella gent considerada “diferent” o exclosa perquè va un altre ritme, és separada de la resta. Després, estan escoles exclusivament segregades, és a dir, que la formen tota la gent immigrant o “diferent” i ja no els han de separar de la classe; és el que s'anomena escoles gueto, normalment situades en zones socialment desfavorides que no aconsegueixen trencar amb el cercle tancat de la desigualtat social.
Es parla de segregació escolar quan en un mateix barri o ciutat, els seus centres escolaritzen majoritàriament un determinat perfil de l'alumnat (socioeconòmicament o culturalment connotat) que no es correspon estadísticament amb la composició socioeconòmica i cultural de la població de la zona en que estan ubicats. Amb això, volem dir que alguns centres agafen tot l'alumnat (o gran part) d'alumnat que pertany a sectors socials amb gran capital social, per sobre de la mitja, mentre que altres concentren alumnat de sectors socials desfavorits (pobres, en general, i en particular, gitanos i fills de famílies immigrants)

## Context i història
Quan parlem de segregació escolar fem referència a la distribució de l'alumnat en el seu conjunt. Una xarxa escolar segregada és aquella que s'aproxima a una situació d'homogeneïtat social intraescolar i d'heterogeneïtat social interescolar, és a dir, una xarxa escolar amb un perfil d'alumnat homogeni dins dels centres i heterogeni entre els centres. Com més accentuada sigui aquesta homogeneïtat dins dels centres el nivell de segregació serà més alt, mentre que aquesta serà menor quan hi hagi més heterogeneïtat social dins dels centres i més homogeneïtat social entre els diferents centres.
Durant els darrers anys, hi ha hagut estudis que s'han ocupat a analitzar els deficits d'equitat del sistema educatiu a Catalunya i sap pogut observar que aquest, produeix desigualtats socials a dins de la ciutadania, això ho trobem en l'accés del sistema, el procés educatiu i en els resultats academics assolits.
Quan s'ha arribat a comparar per veure el perquè d'aquestes desiguals, s'ha pogut demostrar que l'alumnat amb menys capital econòmic i cultural accedeix i/o abandona abans el sistema educatiu que el que té més capital.
A les dades extretes de l'estudi de PISA de l'OCDE, consta que el sector públic mostra proporcions més baixes d'alumnat d'estat econòmic, social i cultural elevat que el sector privat.
Cal tenir sempre present que el fet migratori que ha augmentat als darrers anys no ha generat més segregació escolar. De fet, la segregació escolar existia molt abans que aparegués aquesta onada de migracions a Catalunya.
Cal tenir present les diferències entre exclusió, inclusió i integració per tal d'acabar d'entre millor la segregació.
Exclusió: és l'acció de rebutjar a un individu d'un grup per tenir uns trets diferents ja sigui físics, ideològics, culturals, morals...
Inclusió: és l'actitud o tendència a que tothom se senti partícip d'un grup o en la societat en sí. Que es vegin les diferències com una riquesa que facilita la convència.
Integració: és quan algú no concorda amb un grup però està dins d'aquest, que t'accepta però amb una etiqueta que et fa diferent. Se't té en compte però d'una manera superficial.

## Desenvolupament
Així doncs, la segregació educativa consisteix en la distribució de l'alumnat als centres educatius tenint en compte el seu estatus socioeconòmic, és a dir, segons l'ingrés econòmic de la familia o el seu origen social. Per tant, es parla d'una escola homogeneïtzadora (no igualitària).
Aquests centres segregadors segueixen un pla docent comú per tothom, un mateix ritme, mateixes classes etc. Tot és igual per a tothom, però aquella gent considerada “diferent” o exclosa perquè va un altre ritme, és separada de la resta. Després, estan escoles exclusivament segregades, és a dir, que la formen tota la gent immigrant o “diferent” i ja no els han de separar de la classe; és el que s'anomena escoles gueto, normalment situades en zones socialment desfavorides que no aconsegueixen trencar amb el cercle tancat de la desigualtat social.
Es parla de segregació escolar quan en un mateix barri o ciutat, els seus centres escolaritzen majoritàriament un determinat perfil de l'alumnat (socioeconòmicament o culturalment connotat) que no es correspon estadísticament amb la composició socioeconòmica i cultural de la població de la zona en que estan ubicats. Amb això, volem dir que alguns centres agafen tot l'alumnat (o gran part) d'alumnat que pertany a sectors socials amb gran capital social, per sobre de la mitja, mentre que altres concentren alumnat de sectors socials desfavorits (pobres, en general, i en particular, gitanos i fills de famílies immigrants).

## Marc normatiu
A nivell d'Espanya: Ley Orgánica 2/2006, de 3 de mayo, de Educación.
A nivell de Catalunya: Llei 12/2009, del 10 de juliol, d'educació.

## Causes/factors i conseqüències

### Causes/factors
Hi ha molts factors que poden influir en el sorgiment d'aquesta segregació escolar, entre els quals podem destacar:
- La distribució de l'alumnat entre els centres educatius (segregació residencial dels municipis i les diferències socials existents entre barris d'un propi municipi, per exemple, un barri on hi ha molta concentració de població immigrada).

- Les quotes d'accés a bona part de les escoles concertades. Tot i que l'accés a l'educació obligatòria ha de ser gratuït, a la pràctica, les famílies paguen quotes voluntàries a la majoria de centres concertats, les quals es converteixen en una barrera i limitació per l'accés de les famílies amb menys capacitat económica.

- Les pròpies lògiques de tria de les famílies també són un factor important. Quan s'han de fer preinscripcions i matriculacions, les famílies amb major estats socioeconòmic disposen de més informació, contactes… a més de poder buscar escoles amb composicions socials afavorides, per homogeneïtzació (reunir-se amb els teus)i, si cal, lluny de la seva llar.[12]

En conclusió, tot i que formalment totes les famílies disposen de les mateixes opcions per a la tria de l'escola, realment hi ha molts factors causants de la desigualtat.

### Conseqüències
Dins de les escoles, així com dins la societat, hi ha persones que formen part d'un grup, on comparteixen conducta, motivacions, creences… però, què passa si algú no encaixa amb el model preexistent? Dia a dia, aquest factor també es troba als centres educatius on els infants es comencen a relacionar i a créixer en societat.
Molts cops aquestes persones es converteixen en víctimes de maltractaments físics, però, sobretot, psicològics.
Totes aquestes situacions o comentaris poden provocar un sentiment de soledat, exclusió, rebuig… que, a la llarga, pot desencadenar problemes d'autoestima, infravalorar-se, aïllar-se, problemes per relacionar-se, confiar amb els altres… cal destacar que tot això pot afectar tant a la vida diària com en les decisions respecte el seu futur.

Aquests sentiments poden provocar que la persona se senti malament amb ella mateixa, provocant una distorsió d'ella mateixa, provocada pel constant rebuig dels companys.

En resum, tots aquests causants de la segregació escolar empobreix la qualitat de la experiencia formativa dels alumnes (la convivència social, integració, educació cívica i habilitats transversals).
A més a més, també provoca que augmenti l'abandonament escolar, problemes en la socialització de l'alumne, frustració…

## Un autor clau
Robert King Merton va néixer el 4 de juliol de 1910 a Filadèlfia (EUA), i va morir el 23 de febrer de 2003 a Nova York, Estats Units. Era un sociòleg i professor a la Universitat de Colúmbia conegut per ser el pare del Premi Nobel d'Economia Robert C.Merton, per la seva important labor al camps de la sociologia de la Ciència i, sobretot, per ser el pare de la teoria de les funcions manifestes i latents.
A més a més, és l'autor d'obres molt destacades, com ara L'anàlisi estructural en la Sociologia (1975) o Teoria i estructures socials (1949).

## Solucions i alternatives
Les solucions que tenim avui en dia, per combatre la segregació educativa són molt diferents, però de manera global totes tenen el mateix objectiu principal, el qual és eliminar tota mena de segregació de les escoles, fent una escola inclusiva en la qual es tingués en compte les necessitats de cada alumne dins de la mateixa aula on està la resta de la classe,
Aquestes solucions o instruments d'actuació que s'haurien d'aplicar a les escoles, per evitar la segregació educativa són les següents, les quals podem dividir en diferents àmbits d'actuació:
- Tipus d'escola:
  - Les escoles públiques exposaran a les famílies de l'alumnat del centre tota mena de rebuts, els quals hagin de pagar, ja siguin els llibres, les excursions, colònies, etc., és a dir, totes les despeses que tindran durant el curs escolar.
  - Les escoles concertades, també hauran d'exposar a les famílies tota despesa que puguin tenir durant el curs, a més a més, de limitar la quota (en teoria són voluntàries). També, han de facilitar l'escolarització als seus centres aquells alumnes socialment desfavorits, per tal de donar les mateixes oportunitats a cada infant.[17]
- Altres àmbits:
  - Escolarització, un cop tancat el període d'inscripció dels alumnes als centres escolars, no es podran escolaritzar en centres d'alta i màxima complexitat.
  - Implicació dels municipis, aquest fet tracta de què es creïn pactes entre totes les escoles que hi hagi en un municipi, per tal de repartir-se als alumnes més vulnerables, per tal que tots puguin rebre educacions semblants. A més a més, si fos necessari, s'hauran de promoure fusions, entre el centre educatiu segregat i els que no ho estiguin.
  - Rendiment de compte, els agents educatius, crearan una taula de seguiment semestral on es visitaran els centres educatius i s'informarà de l'estat de la segregació de cadascun.
  - Assignació per proximitat (també anomenades polítiques de zonificació), es prioritzaran les sol·licituds per accedir al centre en funció de la proximitat del domicili familiar al centre escolar, tenint en compte la influència de centres educatius que hi ha en aquesta.
  - Escoles selectives i/o escoles sense restriccions zonals, se cercaran aquells centres educatius els quals no tinguin restriccions zonals per accedir-hi, i amb capacitat per poder seleccionar una part del seu alumnat. Tenint en compte aquells elements que caracteritzen l'oferta educativa, la xarxa escolar i patrons que poden mostrar un inici de segregació escolar.
  - La reserva de places o les polítiques de quotes, es tindrà en consideració aquelles polítiques, les quals passen per definir un nombre en concret de places educatives per a col·lectius específics en diferents centres educatius, normalment solen ser places per alumnes els quals tenen una mancança en l'àmbit socioeconòmic o educatives. Les polítiques de quotes s'encarreguen en concretar i aplicar ja sigui quotes mínimes per a l'escolarització o una quota màxima.
  - Facilitar xecs a les famílies per tal que l'escolarització dels seus fills sigui l'adequada. Per regular això, es posaran en funcionament les polítiques de xecs (s'ha de controlar d'alguna manera aquesta situació de desigualtat evident).
  - Tota la informació necessària s'hauria de comunicar amb reunions per a les famílies, ja que moltes vegades no reben detalls suficients que resulten ser essencials.
  - Algoritmes d'assignació escolar, aquests són els mecanismes que les autoritats educatives utilitzen per a definir l'emparellament de les sol·licituds educatives per qualsevol centre escolar, tenint en compte l'oferta de places que disposen. En el moment que les famílies han de triar un centre educatiu pels seus fills tenen en compte aquestes mesures i solen realitzar estratègies en aquest moment. Aleshores, s'haurà de revisar les conseqüències d'aquests algoritmes, i els patrons de segregació escolar per a cada territori.[18]

Actualment, hi ha un programa que es diu Magnet. Un dels seus reptes principals és aconseguir l'equitat. La idea és que s'arribi a una heterogeneïtat en els centres educatius mitjançant eines, estratègies i idees per tal d'aconseguir el millor equilibri escolar possible, evitant així, la segregació.
Aquest projecte està impulsat per La Fundació Josep Bunill, el Departament d'Ensenyament de la Generalitat de Catalunya, la Diputació de Barcelona, el Consorci d'Educació de Barcelona i l'Institut de Ciències de l'Educació de la UAB, aquest es va començar a dur a terme l'any 2013. S'ha unit per resoldre una realitat, com és la segregació escolar.
El programa s'ha dut a terme a cinc centres educatius com a prova pilot, i s'ha demostrat que és una resposta potent per fer front aquesta problemàtica.
Un dels resultats ha estat:
- S'ha incrementat la preinscripció als cinc centres que es va implementar.

- Augmentat l'assistència de jornades de portes obertes.

Aquestes són algunes de les alternatives que es podrien dur a terme. És essencial que, a més a més, de la feina que fan les institucions i els centres educatius, hi hagi una coordinació amb les administracions pel que fa a les mesures d'escolarització; aconseguint així un equilibri de l'alumnat entre els diversos centres del territori.